# The Breath of Life
The Breath of Life ist eine 1985 im belgischen Gembloux gegründete Gothic-Rock- und Ethereal-Band.

## Geschichte
Die Gründungsmitglieder Isabelle Dekeyser (Gesang), Philippe Mauroy (Gitarre, Keyboard, Sampling), Benoît Sokay (Bass) und der als letzter dazu gestoßene Giovanni Bortolin (Keyboard, Violine) veröffentlichten zunächst ein Kassettenalbum, dann einen Livemitschnitt. Daher wird oft das 1992 veröffentlichte Album Painful Insanity als eigentliches Debütalbum angesehen. Aufgenommen und abgemischt wurde es vom französischen Produzenten Gilles Martin, der sich auch um die Produktion der kommenden vier Alben kümmerte. Mit dem im November 1995 erschienenen Album Lost Children war die Grundlage geschaffen, die Konzerttätigkeit europaweit auszudehnen. Nach Veröffentlichung des – ab Painful Insanity gerechnet – fünften Studioalbums Silver Drops im Jahr 2000 verließ Mauroy nach 15-jähriger Zugehörigkeit die Band, um Angeboten aus dem Ausland nachzugehen. Auf Everlasting Souls von 2005 war auch Bortolin nicht mehr dabei. Die Gitarre spielte nun Didier Czepczyk und mit Marc Haerden gehörte erstmals ein „menschlicher“ Schlagzeuger zur Besetzung. Beim 2012er-Album Whispering Fields war die Band wieder mit Bortolin vereint.
Es dauerte fünf Jahre, bis das nächste Album, Under the Falling Stars betitelt, vorgelegt wurde. Darauf ist Gitarrist Mauroy wieder zu hören. Bassist Sokay und Schlagzeuger Haerden waren ausgestiegen. Den vakanten Bass übernahm Czepczyk. Statt des Schlagzeugs wurde wieder ein Drumcomputer eingesetzt, um dessen Programmierung sich Mauroy kümmerte. Die auf die Ursprungsgröße von vier Mitgliedern geschrumpfte Band war somit nahezu mit der Gründungsformation identisch. Das Album, an dem The Breath of Life danach arbeitete und das zu einem ungünstigen Zeitpunkt, nämlich zu Anfang der Corona-Pandemie, fertig wurde, schob die Band dennoch nicht auf die lange Bank. Im Lockdown arbeiteten die Musiker an drei Coverversionen, darunter Ashes to Ashes von David Bowie. Die gemeinsame Arbeit trotz räumlicher Trennung vollzog sich auf dem Wege der digitalen Übermittlung. So weist die Diskografie für 2020 das Album Sparks Around Us und die noch davor erhältliche Download-EP Lockdown Sessions 2020 aus. Ein lokaler DJ schlug der Band auch ein Online-Konzert vor. Mauroy gab im Interview nähere Auskunft: „Wir waren anfangs etwas zögerlich, weil uns das Spielen ohne Publikum ziemlich seltsam vorkam, aber wir stimmten trotzdem zu. Es gab einige Schwierigkeiten mit der Organisation, aber wir haben es genossen, persönlich zusammen zu spielen.“
Im Laufe ihrer Karriere spielte The Breath of Life auf Festivals wie dem Zillo Festival, dem M’era Luna, der Castle Party in Bolków, dem Whitby Gothic Weekend, der Gothic Autumn Night, dem Wave-Gotik-Treffen und den beiden belgischen Großveranstaltungen Eurorock Festival und Dour Festival.

## Stil
Sven Freuen schlug in der Zillo einen Bogen von Taste of Sorrow, das er dem „Gothic-Genre“ zurechnete, zu Lost Children, einem „Heavenly-Voices“-Album: „War [Taste of Sorrow] noch von einem frischen, jugendlichen und teils rauhen Charakter geprägt, der viel zum Charme der Band beitrug“, wurde bei Lost Children „der klassisch ausgebildete Gesang von Isabelle Dekeyser“ betont. „Selbst wenn manches künstlich wirkt, entfaltet Lost Children seine Pracht“. Im selben Heft fand sein Kollege Timo Hoffmann, auf die Gitarrenarbeit bezogen, den Vergleich mit And Also the Trees und, auf den Gesang bezogen, vor allem die Cocteau Twins. Den klassischen Gothic Rock habe die Band aufgrund des „schwebend-verhallten Sound[s]“ verlassen. In Nova Files verortete Michael Eichhammer den Stil „im romantisch-düsteren Gothic“, denn für den klassischen Gothic sei der Stil „zu beschwingt“. Hauptmerkmale seien „die zwischen druckvollem [sic] Power und erotischer Laszivität oszillierende hohe Stimme von Isabelle Dekeyser, die manchmal klingt, als wäre sie die jüngere, frechere Schwester von Kate Bush“ und die „schön schauerliche Düster-Atmosphäre der Stücke“.
Dekeyser meinte im Interview mit Stephan Rajchl auf metal1.info: „Ich denke, wir überschreiten die Grenzen zwischen der Welt des Gothic und des Dark Wave. Wir versuchen eigentlich nicht, zu einem bestimmten Genre zu gehören, wir spielen einfach, wonach uns der Sinn steht. Wir versuchen, alle zusammen Songs zu kreieren. Jeder in der Band bringt seine Einflüsse und Emotionen ein. […] Alles kann mich inspirieren. Ein Song kann auf einem Bild, einem Gefühl, einem Buch, einem Film, einem Geräusch, den Nachrichten, etwas, das ich gehört, gelesen oder gefühlt habe, basieren.“ Zum Einsatz der Geige erklärte sie, dass ihr Geiger Giovanni Bortolin mehr als nur Streicheruntermalung beisteuere und deshalb ein „integraler Teil“ des Konzeptes sei.

## Diskografie
- 1990: The Breath of Life (Kassettenalbum; Magic Language Records)
- 1992: Live in Praha ’92 (AZYL)
- 1992: Painful Insanity (Big Bang Records)
- 1994: Taste of Sorrow (Third Finger Rec.)
- 1995: Shining (EP; Hall of Sermon)
- 1995: Lost Children (Hall of Sermon)
- 1998: Sweet Party (Hall of Sermon)
- 2000: Silver Drops (Hall of Sermon)
- 2005: Everlasting Souls (Sub Zero)
- 2012: Whispering Fields (Danse Macabre)
- 2017: Under the Falling Stars (Wool-E Discs/Magic Language Records)
- 2020: Sparks Around Us (Wool-E Discs/Magic Language Records)
- 2020: Lockdown Sessions 2020 (EP; Download)